# 鴇稔之
鴇 稔之（とき としゆき、1963年5月3日 - ）は、日本のキックボクサー、実業家。東京都出身。身長170cm。現役時代目黒ジム所属。東海大学出身。現在はKick Box会長、社団法人日本ムエタイ協会会長、タイ国オリンピック委員会公認・WMBF世界古式ムエタイ連盟本部理事・日本代表、タイ国オリンピック委員会承認・FAMAアジアムエタイ連盟副会長、タイ国政府公認・ムエタイ指導者協会（KMA）認定グランドマスター16khan、タイ国政府公認・タイ武術研究協会（AITMA）日本代表、タイ国政府承認団体・WMBF世界古式ムエタイ連盟理事・日本代表・日本格闘競技連盟常任理事・ムエタイ競技代表。
元MA日本キックボクシング連盟バンタム級王者。

## 経歴
石井宏樹（元ラジャダムナン・スタジアムスーパーライト級王者、新日本キックボクシング協会ライト級王者）や小野寺力（元新日本キックボクシング協会フェザー級王者）らを含め日本チャンピオンを17人育てた。

## 獲得タイトル
- MA日本キックボクシング連盟バンタム級王座